# David W. Stewart
David W. Stewart (New Concord, 1887. január 22. – Sioux City, 1974. február 10.) az Amerikai Egyesült Államok szenátora (Iowa, 1926–1927).